# 封神榜：決戰萬仙陣
《封神榜：決戰萬仙陣》是一部2021年中國网络電影，由陈键锋、张植绿、李沁谣、于非、韩梦武、尹扬明、伍麟凱、车保罗等人主演，映美传媒出品。故事取材于明代神魔小說《封神演义》。2021年4月30日在爱奇艺上线。
其主題曲《万仙阵》由腾格尔、张晓涵演唱，先行於2021年4月27日上线。

## 劇情
商朝末年，武王在姜子牙的幫助下征討紂王。姜子牙過去的師弟、如今身為商朝國師的申公豹為實現統領凡間的野心而與截教掌門人通天教主合作，搶奪封神榜；然而通天教主實際上卻另有圖謀。幸有杨戬、哪吒、土行孫等仙人相助，武王和姜子牙一方才得以跟法術強大的申公豹抗衡。
在潼關城，成功奪得封神榜的申公豹打開了通天門，通天教主隨即帶領截教門人佈下萬仙陣欲毀滅凡間，而楊戩、哪吒、土行孫、雷震子和邓婵玉也趕到潼關試圖阻止通天教主的陰謀……

## 演員
- 陈键锋[4] 飾 杨戬
- 张植绿 飾 哪吒
- 李沁谣 飾 邓婵玉
- 于非 飾 雷震子
- 韩梦武 飾 土行孫
- 尹扬明 飾 姜子牙
- 伍麟凯 飾 周武王
- 车保罗 飾 通天教主
- 马文波 飾 申公豹
- 刘权友 飾 黃天化
- 侍宣如 飾 妲己
- 郑伟云 飾 纣王

## 製作
2019年6月25日，在象山影视城開機。

## 外部連結
- 互联网电影数据库（IMDb）上《封神榜：決戰萬仙陣》的资料（英文）
- 豆瓣电影上《封神榜：決戰萬仙陣》的資料 （简体中文）